# 阿贾·埃文斯
阿贾·埃文斯（英語：Aja Evans，1988年5月12日—），美国女子雪车运动员。她曾代表美国参加2014年和2018年冬季奥林匹克运动会雪车比赛，其中2014年冬季奥运会获得一枚铜牌。